# Бірофельд
Бірофельд (рос. Бирофельд) — село у Біробіджанському районі Єврейської автономної області Російської Федерації.
Входить до складу муніципального утворення Бірофельдське сільське поселення. Населення становить 1005 осіб (2010).

## Історія
Згідно із законом від 26 листопада 2003 року органом місцевого самоврядування є Бірофельдське сільське поселення.

## Населення
| 2002 | 2010  |
| ---- | ----- |
| 1116 | ↘1005 |